# Zhuge Jing
Zhuge Jing (诸葛京; fl. III secolo) è stato un militare cinese, secondogenito di Zhuge Zhan e fratello di Zhuge Shang, che si suicidarono entrambi dopo la caduta di Chengdu.
Quando cadde il regno di Shu, passò al regno di Jin, dove servì fino al momento della sua morte.